# Che vita meravigliosa
| Recensione | Giudizio |
| ---------- | -------- |
| Newsic.it  | 7,50/10  |
| Ondarock   | 6,5/10   |
| Rockol     | 8/10     |

Che vita meravigliosa è il quarto album in studio del cantautore italiano Diodato, pubblicato il 14 febbraio 2020 dalla Carosello Records.

## Descrizione
Si tratta del primo album del cantautore a distanza di tre anni dal precedente Cosa siamo diventati. Tra le undici tracce del disco è presente Fai rumore, brano con il quale Diodato ha vinto il Festival di Sanremo 2020, nonché i tre singoli usciti nel corso del 2019, Il commerciante, Non ti amo più e l'omonimo Che vita meravigliosa.
Il 22 maggio è uscita una nuova versione digitale dell'album che include l'inedito Un'altra estate, pubblicato come singolo nello stesso giorno. Il 20 novembre è invece uscito il sesto singolo Fino a farci scomparire, seconda traccia del disco.

## Tracce
1. Che vita meravigliosa – 3:32
2. Fino a farci scomparire – 3:44
3. Lascio a voi questa domenica – 3:59
4. Fai rumore – 3:36
5. Alveari – 4:03
6. Ciao, ci vediamo – 3:25
7. Non ti amo più – 3:21
8. Solo – 4:09
9. Il commerciante – 3:14
10. E allora faccio così – 3:32
11. Quello che mi manca di te – 4:05

Traccia bonus della riedizione digitale
1. Un'altra estate – 3:16

## Classifiche

### Classifiche settimanali
| Classifica (2020) | Posizione massima |
| ----------------- | ----------------- |
| Italia            | 4                 |

### Classifiche di fine anno
| Classifica (2020) | Posizione |
| ----------------- | --------- |
| Italia            | 46        |